# Arteveldehogeschool

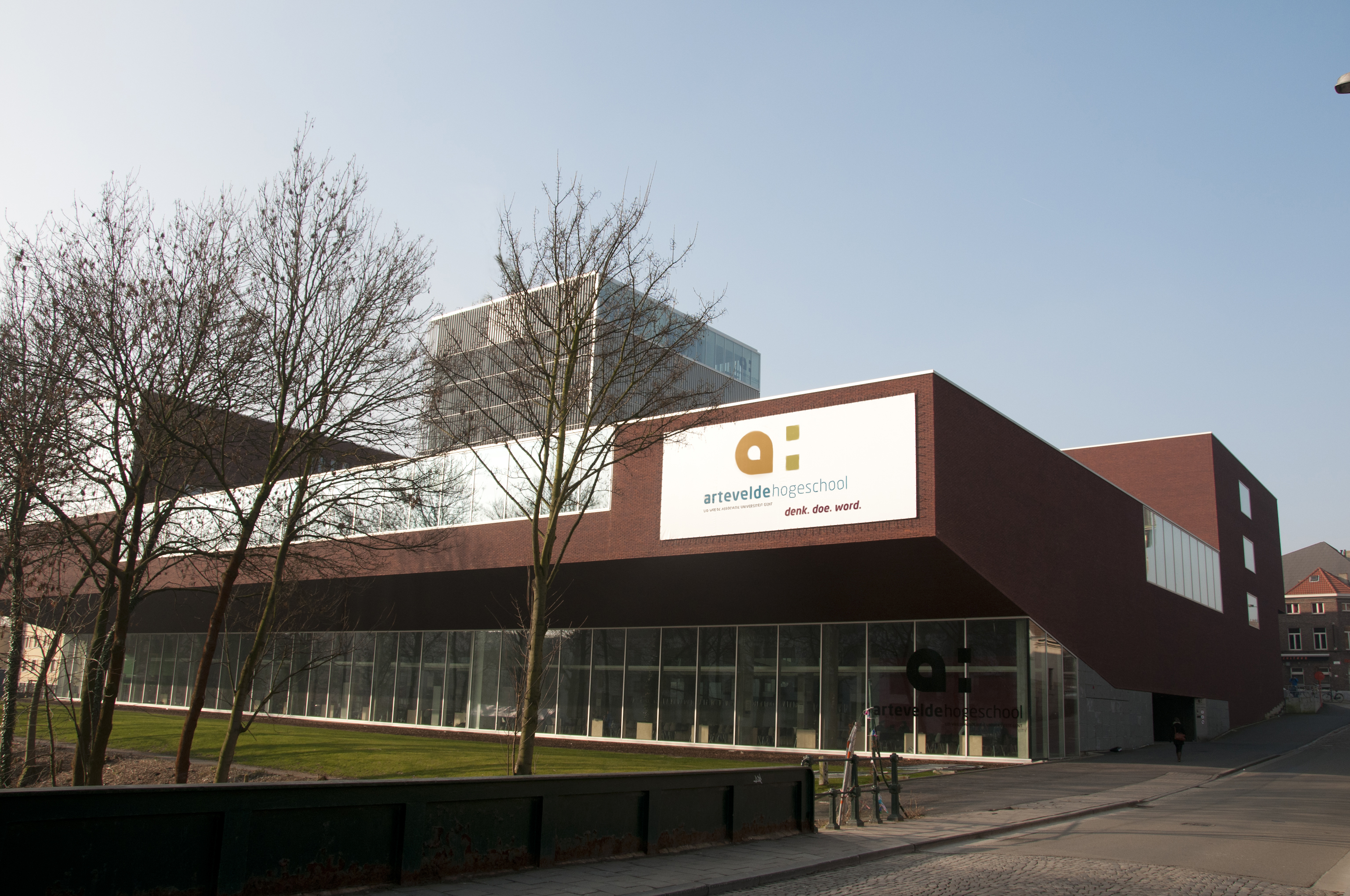
Le campus Kantienberg de la haute école Artevelde

L’Arteveldehogeschool est une haute école catholique belge de langue néerlandaise établie sur différents campus dans la ville de Gand. Fondée en 2000, elle accueille près de 9000 étudiants.
La haute école Artevelde résulte de la fusion de quatre hautes écoles gantoises le 31 décembre 2000. Elle s'est développée jusqu’à devenir, avec près de 9 000 étudiants, un personnel de 900 membres, et 22 filières de formation, la plus grande des hautes écoles catholiques de Flandre, et de se situer au deuxième rang des établissements d’enseignement supérieur flamands. L’école se définit aussi comme un centre de connaissance (kenniscentrum), intervenant comme prestataire de services de recherche et d’étude scientifiques, notamment dans le domaine social et des soins. S’étant trouvée, après la fusion fondatrice, dispersée sur une vingtaine d’emplacements à Gand, l’école s’efforce de se regrouper autant que possible, et de ramener ce nombre à neuf campus d’ici 2010 ; un complexe de bâtiments neufs de 20 000m², actuellement en chantier tout près de l’abbaye Saint-Pierre, destiné à créer des locaux de cours mais appelé aussi à accueillir les services centraux de l’école, s’inscrit dans cette politique. L’école s’est associée avec l’université de Gand (AUGent). L’Arteveldeschool offre une large palette de formations, que nous nous bornerons ci-après à énumérer.
Baccalauréats professionnels: gestion d’entreprise, gestion de la communication, ergothérapie, médias graphiques et numériques, journalisme, logopédie et audiologie, gestion de bureau, formation des enseignants (puériculteurs, instituteurs, enseignants du secondaire), podologie, obstétrique, soins infirmiers, travail social.
Masters : réadaptation et kinésithérapie, travail social, soins infirmiers et obstétrique.
Par ailleurs, l'école offre des formations de « postgraduat », plus particulièrement dans le domaine des soins de santé.